# Esperloop

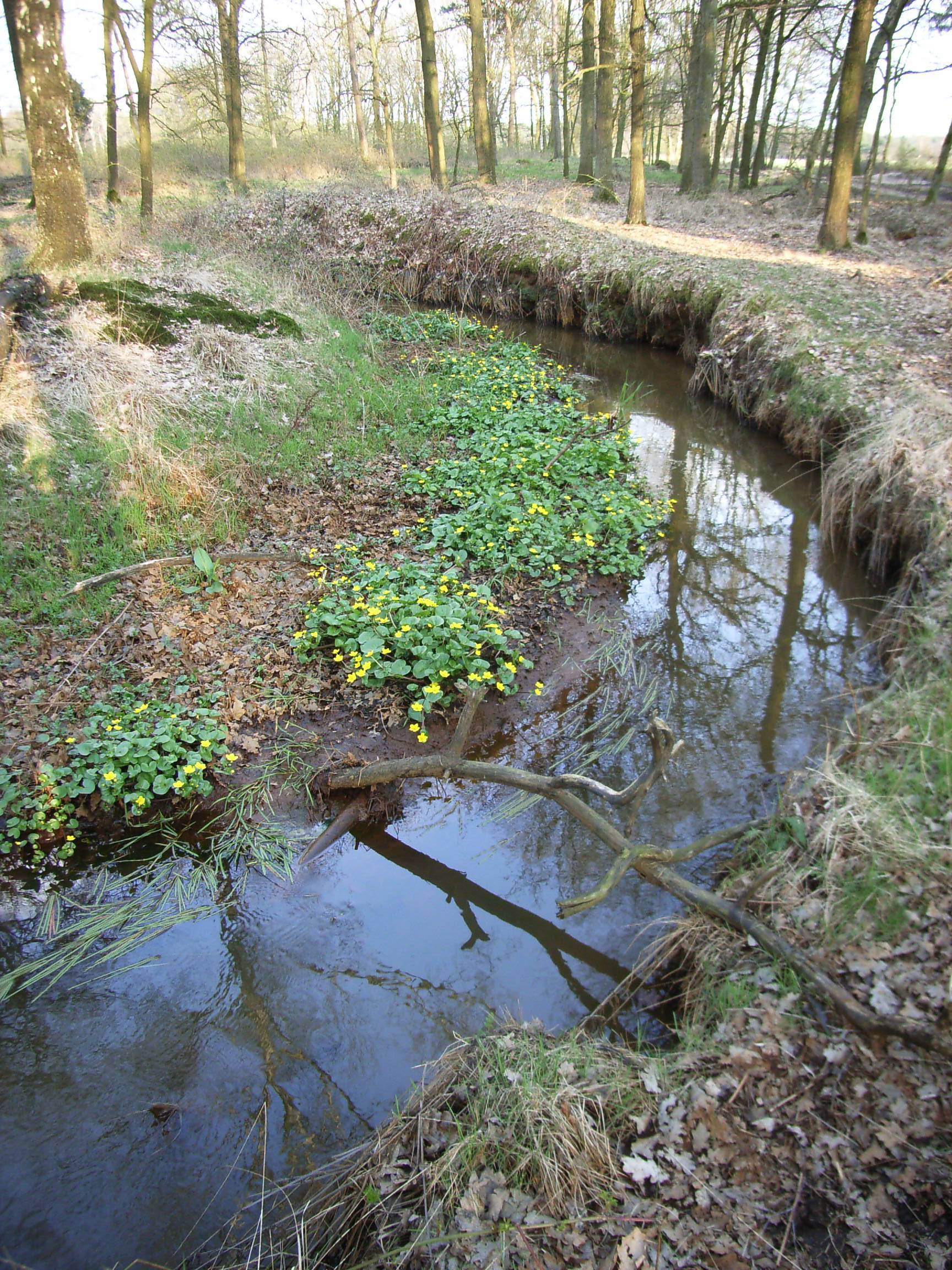
Dotterbloemen aan een bocht in de Esperloop

De Esperloop is een riviertje in de gemeente Gemert-Bakel dat uit de Snelle Loop ontstaat en er later weer in terug vloeit. De lengte van de Esperloop bedraagt een achttal km.
De Esperloop splitst zich ter hoogte van Milheeze af en is, in tegenstelling tot de Snelle Loop, over een groot gedeelte niet gekanaliseerd. Als zodanig is het een van de zeldzame voorbeelden van een min of meer gave 'heidebeek'. Dit smalle beekje meandert door het Grotelsche Bos om bij de buurtschap Grotel, ten zuiden van De Mortel, weer in de Snelle Loop uit te komen.
Het water van de Esperloop is erg schoon, maar het bevat veel ijzer. Dat komt doordat een belangrijk deel van het water dat dit beekje voedt afkomstig is van de zone langs de Peelrandbreuk. Dat is een diepe geologisch breuklijn, waarlangs diep grondwater opwelt.
Zowel plaatselijk aan de oevers van de Esperloop, als onder aan de steile oevers staan beekdalplanten als dotterbloemen en zwarte zegge, die verder in het Grotelse bos (een oud heideveld) niet voorkomen en in de omgeving betrekkelijk zeldzaam zijn. Een zeldzame situatie, die mogelijk verklaard kan worden uit fosfaatfixatie die door het hoge ijzergehalte wordt veroorzaakt. Ook de zeldzame gewone bronlibel profiteert van het zuivere water. Het riviertje stroomt ook langs enkele floristisch interessante graslandjes.
Op de Grotelse heide graast een kudde halfwilde runderen (Aberdeen Angus) die vrijelijk de Esperloop kunnen passeren.